# Єлані
Єлані́ (рос. Елани) — присілок у складі Новоуральського міського округу Свердловської області.
Населення — 38 осіб (2010, 60 у 2002).
Національний склад станом на 2002 рік: росіяни — 85 %.